# Eudokia Makrembolitissa

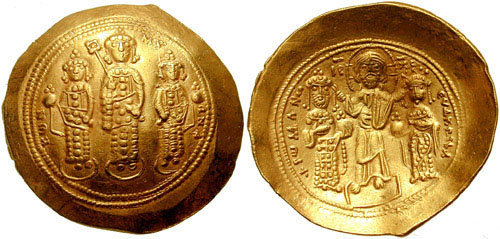
Histamenon des Romanos IV.: Romanos mit Eudokia, durch Jesus Christus gekrönt (Revers), und die jungen Mitkaiser Michael VII. Dukas, Andronikos Dukas und Konstantios Dukas (Avers)

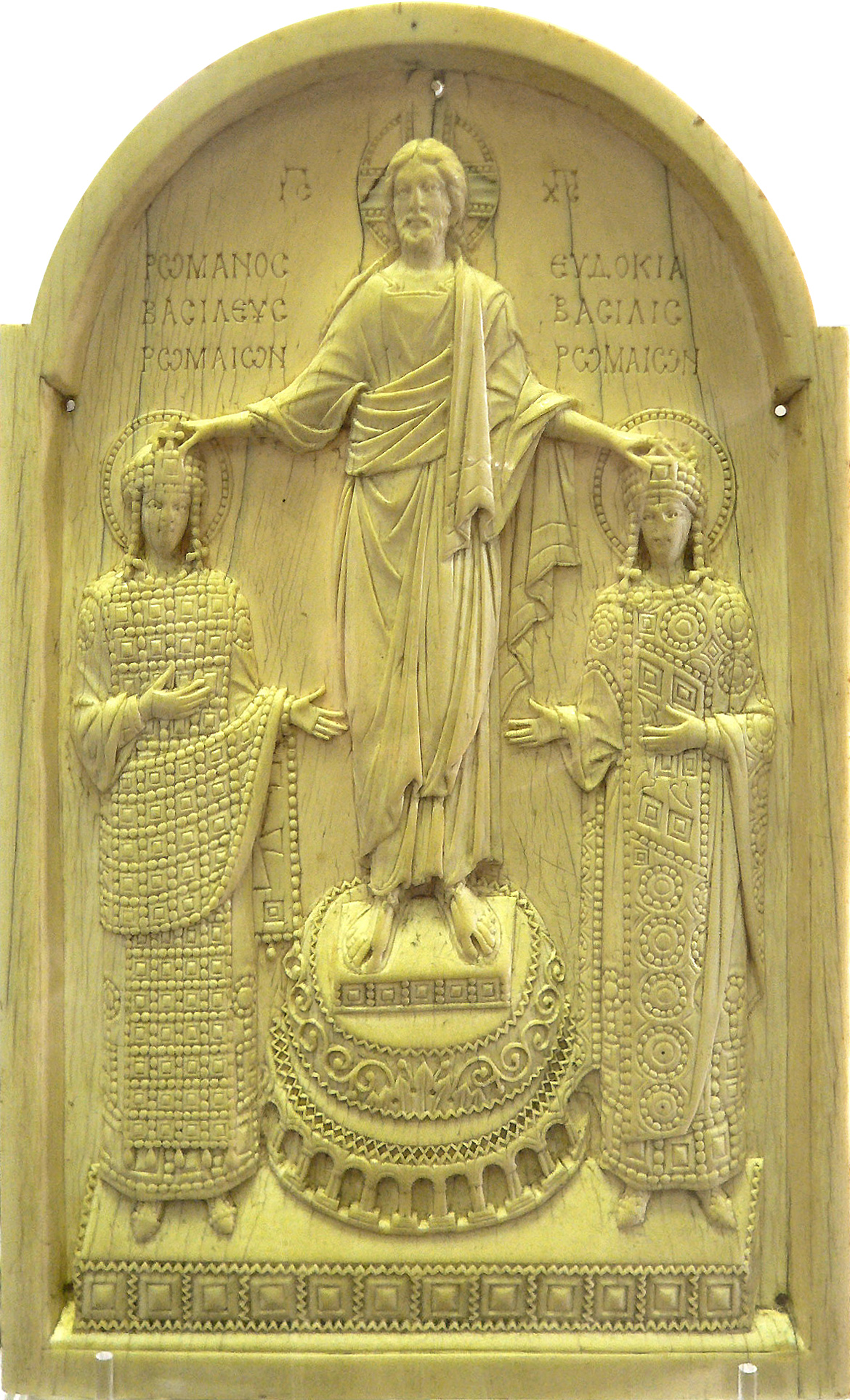
Romanos IV. und Eudokia auf dem Pariser Diptychon (Identifizierung unsicher)

Eudokia Makrembolitissa (mittelgriechisch Εὐδοκία Μακρεμβολίτισσα, * 1021; † 1096) war die Tochter von Johannes Makrembolites, Nichte des Patriarchen Michael I. Kerularius und Ehefrau des byzantinischen Kaisers Konstantin X. Nach seinem Tod heiratete sie Romanos IV. Sie führte den Titel basilissa und basilis romaion, regierte also aus eigenem Recht.

## Leben
Konstantin hatte Eudokia nach seiner Krönung 1059 zur Augusta gemacht. Sie erscheint auch zusammen mit ihm auf Münzen. Die Kupfer-Folles zeigen Konstantin und Eudokia, die zwischen sich das Labarum halten. Das Paar hatte drei Söhne, Michael, Andronikos und Konstantios. Ihr Gatte hielt sie laut Michael Psellos für die weiseste Frau ihrer Zeit und vertraute ihr 1066, als er schwer erkrankte, die Erziehung seiner Söhne an.
Eudokia hatte Konstantin X. auf seinem Sterbebett vor dem Patriarchen, dem Senat und der Synode geschworen, nicht wieder zu heiraten, keine Verwandten an die Regierung zu bringen und die Stellung des Caesars Johannes, eines Bruders von Konstantin, nicht anzutasten sowie Romanos Diogenes, der im Verdacht stand, den Thron zu begehren, einkerkern und verbannen zu lassen. Konstantin verschied im Mai 1067, und Eudokia übernahm die Herrschaft für den nominellen Thronfolger Michael. Psellos betont, dass sie selber die Regierung führte und sich nicht auf andere verließ. Die zu dieser Zeit geschlagenen Goldmünze zeigen sie mit ihren Söhnen Konstantios und Michael. Als Eudokia erkannte, dass sie nicht in der Lage sein würde, die Seldschuken, die Anatolien bedrohten, abzuwehren, wollte sie ihren Eid widerrufen. Der Patriarch von Konstantinopel, Johannes VIII. Xiphilinos war dem jedoch durchaus abgeneigt. Um ihn umzustimmen, unterbreitete sie dem Patriarchen den Vorschlag, sie könne auch seinen Bruder Bardas heiraten. Xiphilinos scheint von dem Vorschlag angetan gewesen zu sein und unterbreitete ihn dem Senat. Schließlich stimmte er jedoch der Heirat der Kaiserwitwe mit Romanos IV. Diogenes zu, vermutlich, weil sein Bruder allgemein als ungeeigneter Ehepartner angesehen wurde, wie der Historiker Johannes Skylitzes berichtet.
Romanos wurde am 1. Januar 1068 gekrönt. Die Histamena dieser Zeit zeigen Eudokia und Romanos auf dem Revers und die drei Söhne von Konstantin X., Michael, Andronikos, und Konstantios auf dem obvers. Das goldene Tetarteron hingegen zeigt Eudokia obvers mit dem labarum und der Weltkugel und Romanos revers mit akakia und Weltkugel. Nur das silberne Miliaresion zeigt Romanos alleine mit der Gottesmutter auf dem obvers.
Romanos entstammte einer angesehenen anatolischen Familie und war Graf von Serdica. Er konnte die von Konstantin zerrütteten Finanzen wiederherstellen und die militärische Situation an der Ostgrenze stabilisieren. Er war jedoch beim Hochadel von Konstantinopel unbeliebt, besonders bei der einflussreichen Familie der Dukai mit dem Kaisar Johannes Dukas an der Spitze.
Nachdem Romanos nach der Niederlage in der Schlacht von Manzikert 1071 zunächst in seldschukische Gefangenschaft geraten war, wurde er nach seiner Freilassung vom General Andronikos Dukas gefangen genommen. Er verstarb 1072, nachdem er brutal gefoltert und geblendet wurde. Eudokia wurde von Johannes Dukas unter Waffengewalt gezwungen, den Thron zu räumen, und in das von ihr gegründete Piperoudion-Kloster am Bosporus verbannt, dass der Gottesmutter geweiht war (Michael Attaleiates: Historia 169.2-9 / 125.13-18). Hier verschied sie nach 25 Jahren.

## Darstellungen
Eudokia und Romanos IV. sind möglicherweise auf der Romanos-Elfenbeinplatte dargestellt, die im Cabinet des Médailles in Paris aufbewahrt wird. Sie zeigt eine stehende Christusfigur, die die Kronen der beiden Herrscher berührt. Vermutlich ist die Kaiserkrönung von Romanos dargestellt. Neuerdings wird aufgrund stilistischer Überlegungen allerdings wieder vermehrt die Ansicht vertreten, dass Romanos II. und seine Frau Bertha von der Provence, die nach der Heirat den Namen Eudokia annahm, dargestellt sind. Ein achteckiges silbernes Reliquiar, das in Moskau aufbewahrt wird, zeigt Eudokia mit Konstantin X.

## Nachkommen
Von Konstantin X.:
- Michael VII. Dukas
- Andronikos Dukas, Mitkaiser 1068–1078
- Anna Dukaina (Nonne)
- Theodora Dukaina, Frau von Domenico Silvo, Doge von Venedig
- Konstantios Porphyrogennetos, Mitkaiser 1060–1078, † 1081
- Zoe Porphyrogenneta (1062–1136), Frau von Adrianos Komnenos, einem Bruder von Alexios I. Komnenos.

Von Romanos IV Diogenes:
- Nikephoros Diogenes
- Leon Diogenes

## Rezeption
Eudokias Ansehen und Bildung führten dazu, dass ein mythologisches Lexikon namens Ionia („Veilchengarten“, zu griechisch τὸ ἰόν to ion „Veilchen“, lateinisch Violarium) unter ihrem Namen zirkulierte. Die editio princeps des Werkes veröffentlichte 1781 Jean-Baptiste Gaspard d’Ansse de Villoison. Nachdem vielfach an der Verfasserschaft Eudokias gezweifelt wurde, führte Paul Pulch in seiner Doktorarbeit 1880 den Beweis, dass das Lexikon im 16. Jahrhundert aus mehreren anderen Werken zusammengestellt worden war, darunter die Suda und das Lexikon des Varinus Favorinus. Als tatsächlichen Verfasser der Ionia identifizierte Pulch zwei Jahre später den griechischen Schreiber Konstantin Palaiokappa (tätig Mitte des 16. Jahrhunderts).